# Tagliatelle

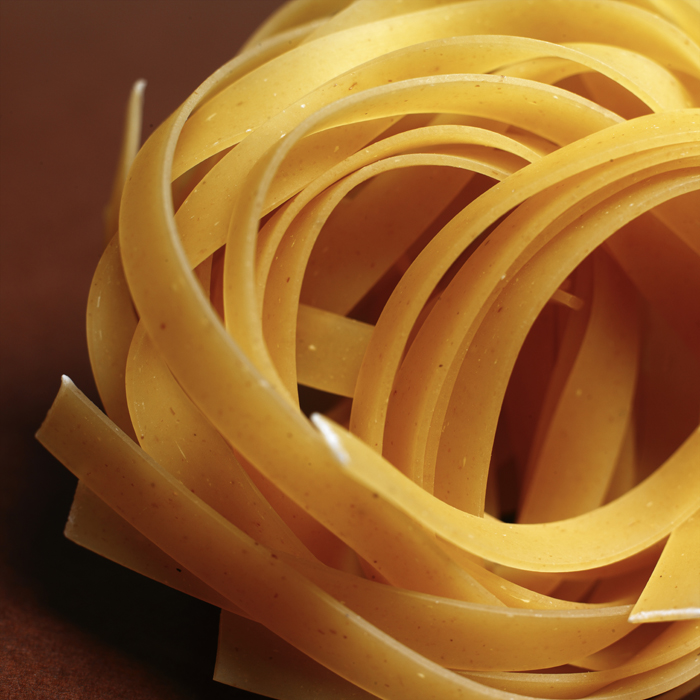
Okokt tagliatelle

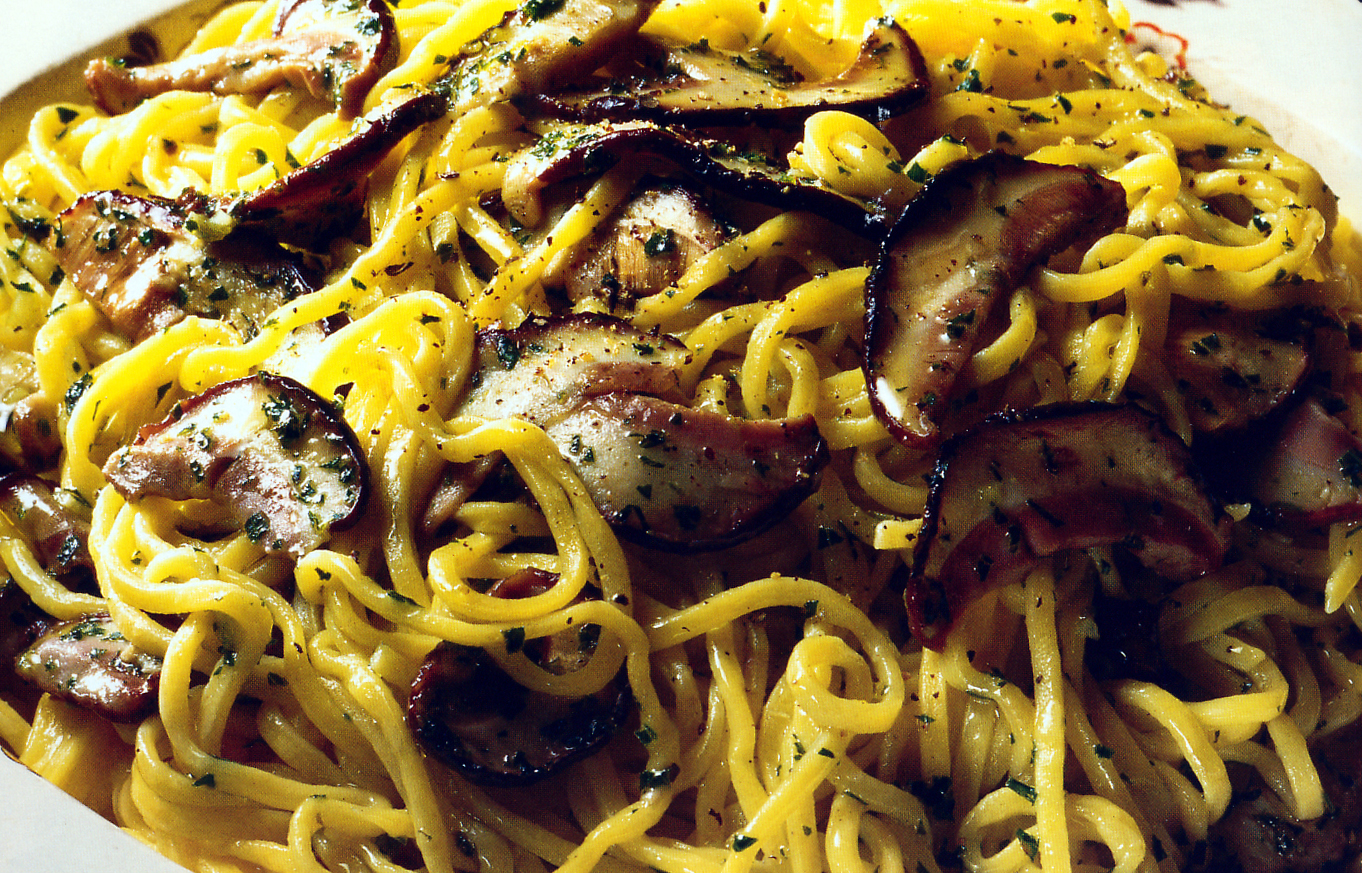
Kokt tagliolinipasta med svamp

Tagliatelle (taʎːaˈtɛlːe) och tagliolini (från det italienska tagliare, som betyder "att skära") är klassisk italiensk pasta från regionen Emilia-Romagna. Pastan är långa, platta bjälkar liknande fettuccine, och är vanligtvis mellan en halv och en centimeter breda. Tagliatelle kan serveras med flera olika sorters såser, även om den mest vanliga är köttfärssås, så kallad spaghetti bolognese. Tagliolini är en variant av tagliatellen som är lång och cylinderformad, inte platt.

## Konsistens och serveringsförslag
Då tagliatelle ofta görs som färsk pasta, är konsistensen ofta porös och ojämn, vilket gör den idealisk för tjocka såser, vanligtvis gjord med nöt-, kalv- eller fläskkött, samt då och då med kanin, såväl som andra mindre kraftiga, ofta vegetariska, varianter, såsom briciole e noci (med brödsmulor och nötter), uovo e formaggio (med ägg och ost), en mindre kraftig variant av Pasta alla carbonara, eller helt enkelt pomodoro e basilico med tomater och basilika.